# Unternehmen Capricorn
Unternehmen Capricorn (Originaltitel: Capricorn One) ist ein US-amerikanisch-britischer Science-Fiction-Film des Regisseurs Peter Hyams aus dem Jahr 1978, der von einer ersten Reise von US-Astronauten zum Mars handelt, die der Öffentlichkeit lediglich vorgetäuscht wird, da technische Probleme eine echte Mission unmöglich machen. Als das Raumschiff bei der Rückkehr zur Erde explodiert, plant die NASA, die drei Astronauten zu töten, um die Täuschung zu vertuschen. Ein Journalist deckt schließlich die Verschwörung auf, während ein Astronaut überlebt und die Wahrheit öffentlich macht.

## Handlung
Die NASA bereitet die erste bemannte Mars-Mission mit dem Raumschiff Capricorn One vor. Kurz vor dem Start entdeckt das Team jedoch ein technisches Problem mit den Lebenserhaltungssystemen, das die Mission unweigerlich scheitern lassen würde. Um die Glaubwürdigkeit der NASA und die Finanzierung zukünftiger Projekte zu sichern, entscheiden die Verantwortlichen, die Mission zu fälschen.
So werden die drei Astronauten Charles Brubaker (der Kommandierende der Mission im Rang eines Obersts), Peter Willis und John Walker kurz vor dem Start heimlich aus dem Raumschiff Capricorn One in ein abgelegenes geheimes Studio in der Wüste gebracht, während die nun unbemannte Rakete startet. Der Leiter des NASA-Marsprogramms, Dr. Kelloway, versucht die drei mit Hinweis auf die nationale Bedeutung des Marsflugs zur Kooperation zu bewegen, um der Welt eine erfolgreiche Mission vorzugaukeln. Anderenfalls werde man das Flugzeug sprengen, mit dem ihre Ehefrauen nach dem Raketenstart auf dem Heimweg sind. Den schockierten Astronauten bleibt nichts anderes übrig, als den Flug und die Landung auf dem Mars mithilfe von Filmsets und Spezialeffekten zu simulieren. Ein Großteil der Kommunikation mit dem Raumschiff kann durch Aufzeichnungen vorgetäuscht werden, die während der Trainingssimulationen gemacht wurden. Die Astronauten müssen nur gelegentlich Livematerial beisteuern, das in einem Filmstudio mit Raumkapsel, Landefähre und Marslandschaft aufgenommen wird. Die vermeintliche Marsmission wird weltweit begeistert verfolgt.
In der Zwischenzeit entdeckt der NASA-Techniker Whittier Unregelmäßigkeiten bei den Fernsehsignalen, die offenbar nicht von dem Raumschiff auf dem Weg zum Mars stammen. Seine Vorgesetzten, die Teil der Verschwörung sind, spielen seine Bedenken mit technischen Problemen herunter. Frustriert wendet er sich an seinen Freund, den Journalisten Robert Caulfield. Dann verschwindet Whittier bei einem gemeinsamen Billardspiel in einer Bar spurlos. Niemand scheint jemals etwas von ihm gehört zu haben, sein Appartement ist völlig verändert und wird angeblich seit langem von jemand anderem bewohnt. Aufgrund dieser Ungereimtheiten und eines absichtlich herbeigeführten schweren Unfalls mit seinem Auto wittert Caulfield die große Story. Sein Chef feuert ihn aber schon bald, weil Caulfield mithilfe von den Polizisten selbst untergeschobener Drogen verhaftet wurde.
Als während des Rückflugs das Raumschiff sich nahe genug an der Erde befindet, kann auch ein Livegespräch mit den Ehefrauen der Astronauten stattfinden, welches natürlich ebenfalls nicht aus der Raumkapsel erfolgt. Durch die ständige Überwachung wissen die Verschwörer, dass Brubaker etwas gegen den gigantischen Betrug unternehmen will. In dem Livegespräch besteht nun auch die Gelegenheit dazu, was aber sofort zur Unterbrechung der TV-Übertragung geführt hätte. Brubaker sagt seiner Frau aber nur Unverfängliches, jedoch stutzt sie kurz bei der Erwähnung des letztjährigen Urlaubsortes. Caulfield wird auf diese kleine Merkwürdigkeit in einer Aufzeichnung des Gesprächs aufmerksam. Von Brubakers Frau erfährt er, dass der Urlaub in Wirklichkeit an einem anderen Ort war. Caulfield sieht darin eine versteckte Botschaft Brubakers.
Als die Astronauten zum Landegebiet der zur Erde zurückgekehrten Landekapsel geflogen werden sollen, um dort ihren Platz einzunehmen, kommt es zu einer unerwarteten Wendung: Das unbemannte Raumschiff war beim Wiedereintritt in die Atmosphäre explodiert. Um die Täuschung aufrechtzuerhalten, plant die NASA, die drei Astronauten zu eliminieren, da sie das „Verglühen“ der Kapsel nicht überlebt haben können.
Dr. Kelloway teilt der Öffentlichkeit mit geheuchelter Betroffenheit in einer Pressekonferenz mit, dass die drei Astronauten sofort tot gewesen sein müssen. Inzwischen sind Brubaker, Willis und Walker zum Militärstützpunkt zurückgebracht worden und ihnen wird klar, dass sie zu diesem Zeitpunkt offiziell nur „tot“ sein können. Sie rechnen damit, in Kürze als unliebsame Mitwisser ausgeschaltet zu werden. Es gelingt ihnen, mit dem bereitstehenden Flugzeug zu entkommen, doch Treibstoffmangel zwingt sie zur Notlandung in der Wüste. Nach der Landung teilen sie den Inhalt eines Notfallkoffers auf, darunter Signalraketen, und trennen sich, um die Chance zu erhöhen, dass wenigstens einer von ihnen in die Zivilisation zurückkehrt. Schon bald lassen die Verschwörer die Wüste durch Hubschrauber absuchen.
Caulfield hat unterdessen eine heiße Spur und findet das Studio auf dem Militärstützpunkt, in dem die Mars-Landung inszeniert wurde. Er mietet ein Doppeldecker-Flugzeug für seine eigene Suche nach den Astronauten. Walker und Willis werden von ihren Jägern gefunden, beide können noch ihre Signalraketen starten. Ihr weiteres Schicksal wird nicht gezeigt. Brubaker gelingt es, sich zu einer aufgegebenen Tankstelle durchzuschlagen, wo er Wasser und ein Telefon findet und versucht seine Frau zu erreichen. Doch seine Familie ist schon unterwegs zur Trauerfeier für die toterklärten Astronauten.
Im letzten Augenblick retten Caulfield und sein Pilot Brubaker vor den heranrückenden Hubschrauberteams, indem sie ihn auf die Tragfläche ihres Doppeldeckers holen. In einer dramatischen Verfolgungsjagd über der gebirgigen Wüste können sie ihren Verfolgern entkommen. Der Astronaut und der Journalist erreichen die offizielle Trauerfeier gerade in dem Moment, da der US-Präsident in seiner Rede ausführt, dass „drei mutige Pioniere ihr Leben für die Raumfahrt gelassen haben“. Die zahlreich versammelten Reporter schwenken ihre Kameras vom Präsidenten auf den heranlaufenden Brubaker, wodurch die Verschwörung aufgedeckt ist.

## Themen und Botschaft
Der Film beschäftigt sich mit Themen wie Verschwörungen, öffentlichem Vertrauen in staatliche Institutionen und Medienmanipulation. Er greift die Paranoia der 1970er-Jahre auf, die durch reale politische und gesellschaftliche Skandale wie die Watergate-Affäre geprägt wurde.
“Unternehmen Capricorn” bleibt ein spannendes und zeitloses Werk, das Fragen über Wahrheit, Macht und die Rolle der Medien aufwirft.

## Hintergründe

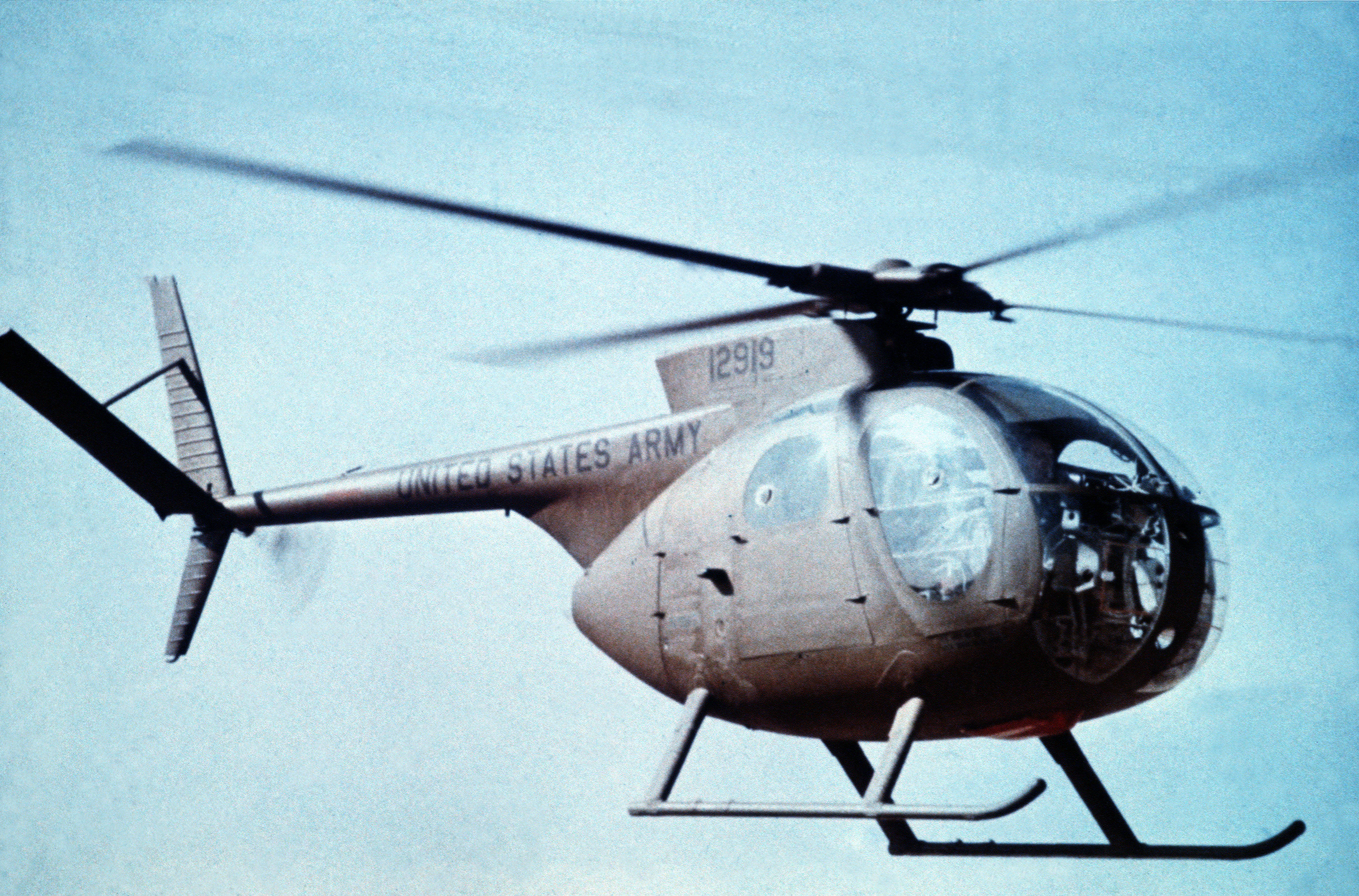
Eine Variante des Hughes OH-6 wurde für die Hubschrauberszenen benutzt

- Eine Verschwörungstheorie um eine gestellte Mondlandung geht davon aus, dass übrig gebliebenes Filmmaterial der Mondlandung in dem Film verwendet wurde. Tatsächlich sind einige Szenen den Mond-Missionen nachempfunden.
- Die NASA wehrte sich energisch gegen die von den Produzenten von Unternehmen Capricorn kolportierte Behauptung, sie habe bei der Entstehung des Films mitgewirkt.
- In der deutschen Synchronisierung wird mehrmals das englische Wort „billion“ durch das deutsche „Billion“ übersetzt. Das Raumflugprogramm habe 20 Billionen Dollar gekostet. Dies ist eine offensichtlich falsche Übersetzung, da „billion“ ins Deutsche mit „Milliarde“ übersetzt wird. Die genannte Summe wäre weit außerhalb des US-amerikanischen Staatshaushalts.

## Erstaufführungen
- Japan: 17. Dezember 1977
- USA: 2. Juni 1978
- BRD: 3. August 1978
- DDR: 20. Juli 1979

## Kritiken
„Um die nationalen Ideale der USA zu erhalten und gleichzeitig die finanziellen Engpässe im Staatshaushalt zu berücksichtigen, organisiert die NASA einen bemannten Flug zum Mars, der in Wirklichkeit jedoch nur simuliert wird. Als ein Journalist der Sache auf die Spur kommt, startet auf ihn und die versteckten Astronauten eine skrupellose Jagd. Effektvoll inszenierter Thriller. Sehr spannende Unterhaltung.“

„Gerade dieser Film scheint mir für eine Tendenz typisch – eine neue Form der Camouflage: Systemstabilisierung über die Kritik an Erscheinungsformen und Verhaltensweisen. Eine Methode, zugegeben, die nicht allzu leicht zu durchschauen ist.“